# Marqués de Comillas
Marqués de Comillas là một đô thị thuộc bang Chiapas, México. Năm 2005, dân số của đô thị này là 8538 người.